# Чурилин, Николай Иванович
Николай Иванович Чурилин (? - 4 июня 1912, Ростов-на-Дону) — русский купец 1-й гильдии, почётный гражданин Ростова.

## Биография
Основу предпринимательской деятельности Чурилина составляла макаронная и галетная фабрика, действовавшая под названием «Торгового Дома Николая Ивановича Чурилина и Компании». Макаронная фабрика была оснащена тремя ручными машинами для затирки теста. Механизмы приводились в действие двумя паровыми машинами. Фабрика производила до 1600 тонн продукции в год, которая продавалась по всей Российской империи. Территория предприятия была большой, и Чурилин расположил на ней галетную фабрику, первую в Ростове фабрику по производству печенья, пивоваренный завод (начал с годового производства в 60 тысяч вёдер и довёл показатели до 400 тысяч вёдер), завод фруктовых вод. Фабрики Чурилина были среди первых абонентов городской телефонной сети. В 1905 году на макаронной фабрике из-за взрыва мучной пыли случился пожар, жители соседних домов обратились к главе города с просьбой запретить Чурилину восстановление сгоревших помещений.
Николай Чурилин наряду с коммерческой деятельностью активно участвовал в общественно-политической жизни Рстова-на-Дону. Он был членом Биржевого комитета, являлся председателем попечительского совета среднего механико-химико-технического училища, был избран почётным членом окружного попечительства детских приютов. С конца 1870-х входил в сосав Городской думы Ростова-на-Дону, а в 1897—1901 годах был гласным думы.
Умер 4 июня 1912 года и похоронен на Братском кладбище Ростова. После смерти Чурилина его предприятия унаследовали сыновья Михаил и Александр, которые ещё при его жизни участвовали в работе фабрики.
Его барельефный портрет, наряду с другими видными деятелями Ростова, помещён на фасаде здания бизнес-центра «Купеческий двор» на пересечении проспекта Семашко и улицы Социалистической.